# Rorippa microtitis
Rorippa microtitis är en korsblommig växtart som först beskrevs av Benjamin Lincoln Robinson, och fick sitt nu gällande namn av Reed Clark Rollins. Rorippa microtitis ingår i släktet fränen, och familjen korsblommiga växter. Inga underarter finns listade i Catalogue of Life.